# IC 2177
IC 2177 é uma região de nebulosidade que se encontra ao longo da fronteira entre as constelações Monoceros e Canis Major. É uma região HII aproximadamente circular centrada na estrela Be HD 53367. Nebulosa Gaivota, nomeada por sua semelhança com uma gaivota em voo, é composta de poeira, hidrogênio, hélio e vestígios de elementos mais pesados, esta região é o berço de novas estrelas. Várias nuvens menores também são contadas como parte da Nebulosa Gaivota, incluindo Sh2-297, que é uma pequena adição nodosa à ponta da "asa" superior da gaivota, Sh2-292 e Sh2-295.

## Descrição
Os principais componentes da IC 2177 são três grandes nuvens de gás, sendo a mais distinta a Sharpless 2-296, que forma as “asas”. Abrangendo cerca de 100 anos-luz de uma ponta a outra, a Sh2-296 exibe material brilhante e faixas de poeira escuras cruzando em meio a estrelas brilhantes.
É a radiação que emana dessas estrelas jovens que dá às nuvens suas cores e as torna atraentes, ionizando o gás circundante e fazendo com que ele brilhe. Essa radiação também é o principal fator que determina as formas das nuvens, exercendo pressão sobre o material circundante e esculpindo-o nas morfologias que vemos. Como cada nebulosa tem uma distribuição única de estrelas e pode ser um composto de múltiplas nuvens, elas vêm em uma variedade de formas que evocam comparações com animais ou objetos familiares.
Esta diversidade de formas é exemplificada pelo contraste entre Sh2-296 e Sh2-292. O último, visto aqui logo abaixo das “asas”, é uma nuvem mais compacta que forma a “cabeça” da gaivota. Sua característica mais proeminente é uma estrela enorme e extremamente luminosa chamada HD 53367 que é 20 vezes mais massiva que o Sol, e que nós vemos como o olho da gaivota. Sh2-292 é tanto uma nebulosa de emissão quanto uma nebulosa de reflexão; grande parte de sua luz é emitida por gás ionizado ao redor de suas estrelas nascentes, mas uma quantidade significativa também é refletida pelas estrelas fora dela.